# Salome (The Enid)
Salome is het zevende album van The Enid, heruitgaven niet meegerekend. Salome werd opgenomen in de eigen geluidsstudio The Lodge van Godfrey en Stewart. De muziek bestond net als op het vorige album uit toen uit de mode zijnde pompeuze en grotendeels instrumentale progressieve rock. The Enid bracht het album dan ook uit op zijn eigen platenlabel en moest de verkoop overlaten aan postorder en mond-tot-mondreclame.
De muziek van het album diende eind 1986 als balletmuziek bij een voorstelling in Hammersmith Odeon. Gedurende de jaren volgend op Salome viel The Enid verder uit elkaar, maar had wel bemoeienissen met de opkomst van New wave met muziekgroepen als Katrina & The Waves en The New Model Army.
De titeltrack verwees naar Algernon Swinburne.

## Musici
- Robert John Godfrey – toetsinstrumenten, zang
- Stephen Stewart – gitaar, zang

met
- Dave Storey – slagwerk O Salome en The jack
- Chris North (nummer 2)/ Damian Riadon (nummer 5) – slagwerk Sheets of blue

## Muziek
| Nr. | Titel                                                        | geschreven door                | Duur |
| --- | ------------------------------------------------------------ | ------------------------------ | ---- |
| 1.  | O Salome                                                     | Godfrey, Stewart               |      |
| 2.  | Sheets of blue                                               | Godfrey                        |      |
| 3.  | Dance music (1. The change; 2. The Jack, 3. Flames of power) | Godfrey (1,2,3), Stewart (1,3) |      |
| 4.  | Sheets of blue (heropname)                                   | Godfrey, Stewart               |      |